# يوهان بالتازار نويمان
يوهان بالتازار نويمان (27 يناير 1687 - 19 أغسطس 1753)، مهندس عسكري ومعماري ألماني طوّر وهذّب نوعاً من العمارة الباروكية، مازجاً العناصر النمساوية والبوهيمية والإيطالية والفرنسية لتصميم عدد من المباني الأكثر إثارة للإعجاب هذا العصر، بما في ذلك إقامة فورتسبورغ وكنيسة فيرتسنهايليغن.

## روابط خارجية
- يوهان بالتازار نويمان على موقع الموسوعة البريطانية (الإنجليزية)